# Guryj (Apalka)
Guryj (světským jménem: Mikalaj Pjatrovič Apalka; * 30. května 1956, Kaljektyŭnaja) je běloruský duchovní Běloruské pravoslavné církve a arcibiskup novogrodecký a slonimský.

## Život
Narodil se 30. května 1956 ve vesnici Kaljektyŭnaja Vitebské oblasti.
Navštěvoval průmyslovou školu a poté pracoval v různých podnicích v Polocku.
Roku 1979 nastoupil na Moskevský duchovní seminář. Následně pokračoval ve studiu na Moskevské duchovní akademii.
Roku 1984 byl zapsán mezi bratry Trojicko-sergijevské lávry. Dne 20. června 1985 byl postřižen na monacha se jménem Guryj a 30. června rukopoložen na hierodiakona. Dne 19. prosince stejného roku byl rukopoložen na jeromonacha. Po kněžském svěcení byl poslán do Žyrovického monastýru.
Od srpna 1986 byl pokladníkem monastýru a od dubna 1987 jeho blagočinným.
V letech 1989–1990 působil jako inspektor Minského duchovního semináře.
Dne 4. března 1990 byl povýšen na archimandritu a ustanoven představeným Žyrovického monastýru.
Dne 17. července 1996 jej Svatý synod Ruské pravoslavné církve zvolil biskupem novogrodeckým a lidským. Dne 3. srpna 1996 byl oficiálně jmenován biskupem o den později proběhla v chrámu Zesnutí přesvaté Bohorodice Žyrovického monastýru jeho biskupská chirotonie. Světiteli byli metropolita minský a slucký Filaret (Vachromejev), arcibiskup mogilevský a mstislavský Maxim (Krocha), biskup vitebský a oršanský Dimitrij (Drozdov), biskup pinský a luniněcký Scjafan (Korzun), biskup homelský a žlobinský Arystarch (Stankevič), biskup polocký a hlybokajecký Hleb (Savin), biskup tichvinský Konstantin (Gorjanov), biskup turovský a mozyrský Pjotr (Karpusjuk) a biskup grodněnský a volkovyský Arcemij (Kiščanka).
Dne 25. února 2007 byl povýšen na arcibiskupa.
Dne 12. ledna 2012 byl ustanoven vedoucím odboru pro záležitosti Běloruského exarchátu a 3. září rektorem Minských duchovních škol.
Dne 5. července 2013 předsedou Rady pro teologické vzdělávaní Běloruské pravoslavné církve.
Dne 26. února 2014 byl osvobozen od funkce vedoucího odboru pro záležitosti Běloruského exarchátu a 26. června byl jmenován předsedou církevního soudu exarchátu.
Dne 23. října 2014 jej Svatý synod zvolil členem Nejvyššího církevního soudu Ruské pravoslavné církve.
Dne 19. listopadu 2014 byl osvobozen od funkce rektora Minské duchovní akademie s ponecháním funkce rektora semináře.
Dne 25. prosince 2014 mu byl v souvislosti se zřízením lidské eparchie změněn titul na novogrodecký a slonimský.
Dne 17. července 2020 byl osvobozen od funkce rektora semináře.